# Le tre ragazze (raccolta)
Le tre ragazze (titolo originale Three Men Out) è un volume di Rex Stout che raccoglie tre romanzi brevi con protagonista Nero Wolfe, e pubblicato per la prima volta negli Stati Uniti nel 1954 presso Viking Press.

## Contenuto
- Le tre ragazze (1953)
- Nero Wolfe fa due più due (1953)
- Nero Wolfe vince la partita (1952)